# Agyrta phylla
Agyrta phylla là một loài bướm đêm thuộc phân họ Arctiinae, họ Erebidae.